# Vamonos
Vamonos è un singolo del gruppo musicale italiano Il Pagante, pubblicato l'8 giugno 2015 ed estratto dall'album in studio Entro in pass.

## Descrizione
Nel testo si fanno riferimenti al linguaggio tipico dei giovani milanesi, con varie citazioni di luoghi di vacanza come Mykonos o Ibiza. Infatti, il brano racconta una delle mete tipiche del giovane definito "pagante" che insieme alla sua compagnia parte per le vacanze.

## Video musicale
Il video vede la regia di Chiara Leonardi e Marco Zanata ed è stato girato a Formentera, precisamente nel sud-ovest dell'isola in un luogo chiamato Cap de Barbaria, in una discoteca e nella spiaggia del posto. Nella clip appare il duo musicale Le Donatella.

## Formazione

### Gruppo
- Roberta Branchini - voce
- Federica Napoli - voce
- Eddy Veerus - voce

### Produzione
- Merk & Kremont, Bre, Sissa - produzione
- Angelo Sanfilippo - chitarra

## Vamonos in tour
A partire dal 6 giugno 2016 parte il tour Vamonos in tour, con DJ set di DJ Fedex.
| Data           | Città             | Stato  | Luogo               |
| -------------- | ----------------- | ------ | ------------------- |
| Europa         |                   |        |                     |
| 6 giugno 2015  | Conegliano Veneto | Italia | Zoppas Arena        |
| 10 giugno 2015 | Corinaldo         | Italia | Molo5               |
| 11 giugno 2015 | Marghera          | Italia | Big Club            |
| 13 giugno 2015 | Novara            | Italia | Celebrità           |
| 20 giugno 2015 | Verona            | Italia | Bastioni            |
| 1º luglio 2015 | Cavi di Lavagna   | Italia | Sol Levante         |
| 3 luglio 2015  | Cesenatico        | Italia | Radio Bruno Estate  |
| 4 luglio 2015  | Riccione          | Italia | Baia Imperiale      |
| 5 luglio 2015  | Marina di Cecina  | Italia | Radio Stop Festival |
| 15 luglio 2015 | Alassio           | Italia | Le Vele             |
| 16 luglio 2015 | Gerenzano         | Italia | Parco degli Aironi  |
| 18 luglio 2015 | Cerea             | Italia | Corte degli Angeli  |
| 19 luglio 2015 | Bisceglie         | Italia | Arena del Mare      |
| 23 luglio 2015 | Siracusa          | Italia | Klubb Emerald       |
| 24 luglio 2015 | Catania           | Italia | Moon Beach          |
| 25 luglio 2015 | Lonato del Garda  | Italia | Moname              |
| 30 luglio 2015 | Civitanova Marche | Italia | Shada               |
| 1º agosto 2015 | Follonica         | Italia | Discovillage        |
| 3 agosto 2015  | Riccione          | Italia | Radio Deejay Tour   |
| 8 agosto 2015  | Montese           | Italia | Indio Club          |

## Classifiche
| Classifica (2015) | Posizione massima |
| ----------------- | ----------------- |
| Italia            | 45                |